# Zonnebloembrug
De Zonnebloembrug is een liggerbrug over de Dender in de gemeente Geraardsbergen. De brug maakt deel uit van de N495 die Geraardsbergen met Edingen verbindt. De brug heeft een totale overspanning van 66,56 m en bestaat uit drie overspanningen: twee zijoverspanningen van 20 m elk en een middenoverspanning van 27 m. De brug is 32,2 m breed en bestaat uit tweemaal twee rijstroken met middenberm en aan iedere zijde een parkeerstrook, fietspad en voetpad. De doorvaarthoogte onder de brug bedraagt 7,95 m.